# Alexander zu Schaumburg-Lippe

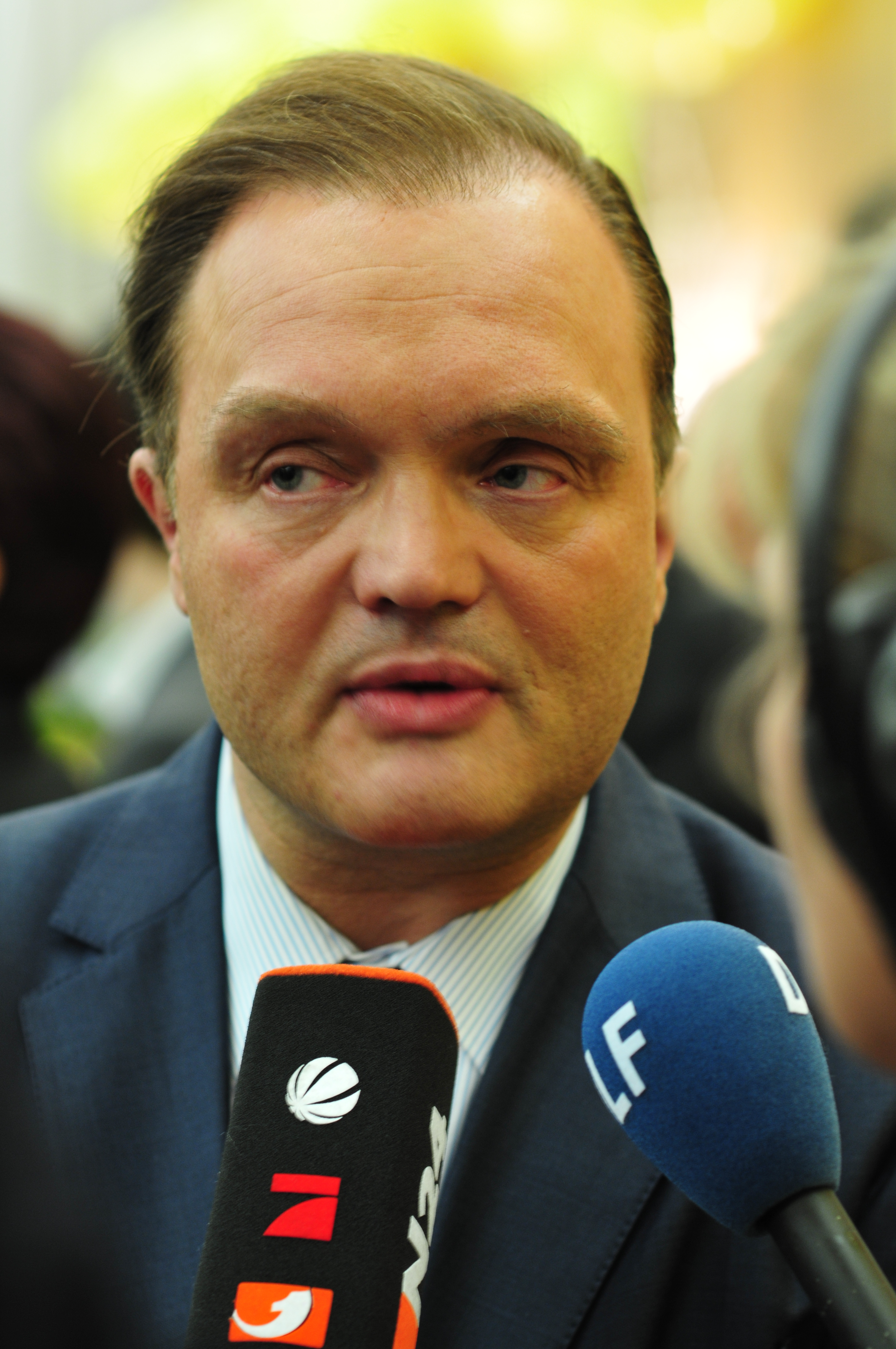
Chef van het huis sinds 2003: Alexander Fürst zu Schaumburg-Lippe (2013)

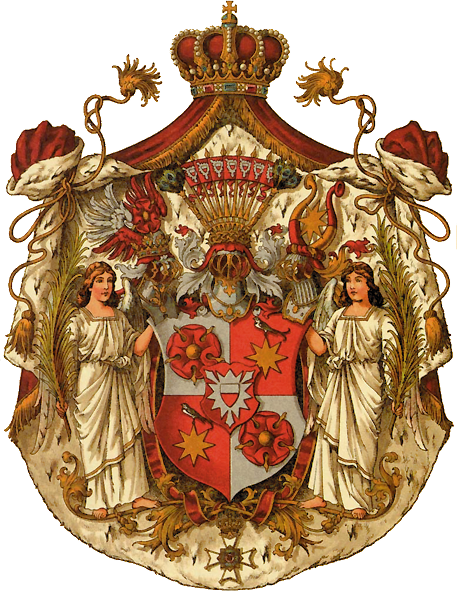
Wapen van de chef van het huis Schaumburg-Lippe

Ernst August Alexander Christian Viktor Hubert Prinz zu Schaumburg-Lippe, Edler Herr zur Lippe, Graf zu Schwalenberg en Sternberg (Düsseldorf, 25 december 1958) is een ondernemer, jurist, musicus en beschermheer uit de Duitse deelstaat Nedersaksen. Hij is sinds 2003 chef van het Huis Schaumburg-Lippe. Na het overlijden van zijn vader in 2003 noemt hij zich volgens de familietraditie 'Alexander Fürst zu Schaumburg-Lippe' met het predicaat Hoogvorstelijke Doorluchtigheid.

## Biografie
Alexander is de tweede zoon van Philipp-Ernst zu Schaumburg-Lippe (1928–2003) en Dr. Eva-Benita Freiin von Tiele-Winckler (1927–2013). Hij studeerde politieke wetenschappen met specialisatie journalistiek, en muziekwetenschappen aan de universiteit van München. Nadat zijn oudste broer Georg-Wilhelm in 1983 omkwam bij een motorongeluk en Alexander beoogd opvolger als chef van het huis werd, begon hij aan de universiteit van Göttingen een studie rechten die hij in 1989 afrondde. In 1993 werd hij gevolmachtigde van de 'Fürstlichen Hofkammer' van Bückeburg, waar hij het beheer over het familievermogen kreeg. Daar er structurele tekorten ontstonden voor het onderhoud van de bezittingen stelde Alexander het bezit jaarlijks twee maal open voor het publiek door het organiseren van een Landpartie (landgoedfair) en een kerstmarkt.
In 2003 volgde hij zijn vader op als 'chef' van het Huis Schaumburg-Lippe.

### Huwelijken en kinderen
In 1993 huwde Alexander met Marie-Louise (Lilly) Prinzessin zu Sayn-Wittgenstein-Berleburg (1972) uit welk in 2002 ontbonden huwelijk in 1994 een zoon geboren is, Heinrich Donatus. De laatste voert als naam en titel Heinrich Donatus Erbprinz zu Schaumburg-Lippe. In 2007 huwde hij met de uit München afkomstige advocate Nadja Anna Zsöks (1975) met wie hij twee dochters kreeg; dit huwelijk werd op 27 maart 2015 ontbonden.

## Externe link

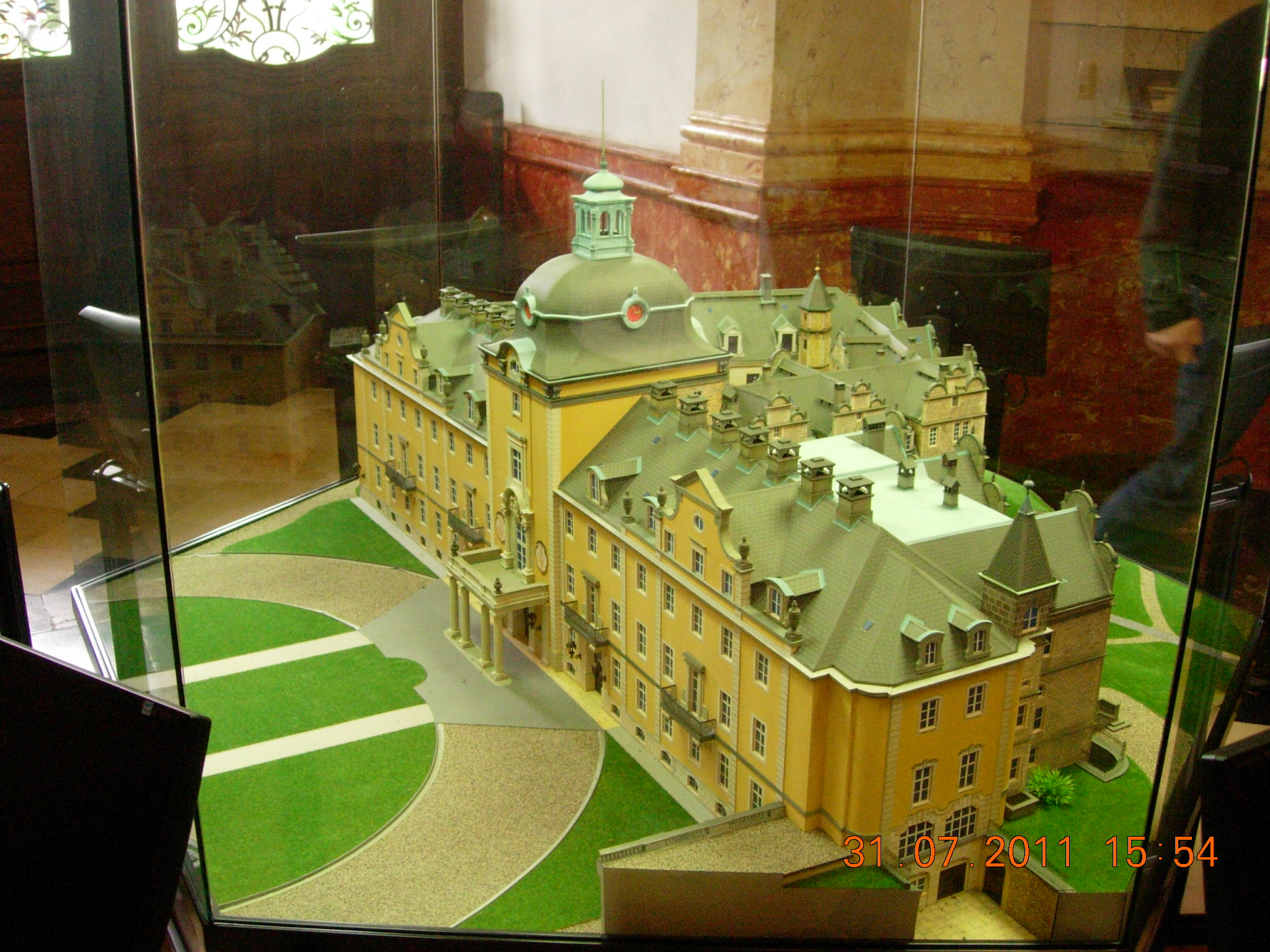
Maquette van het slot Bückeburg
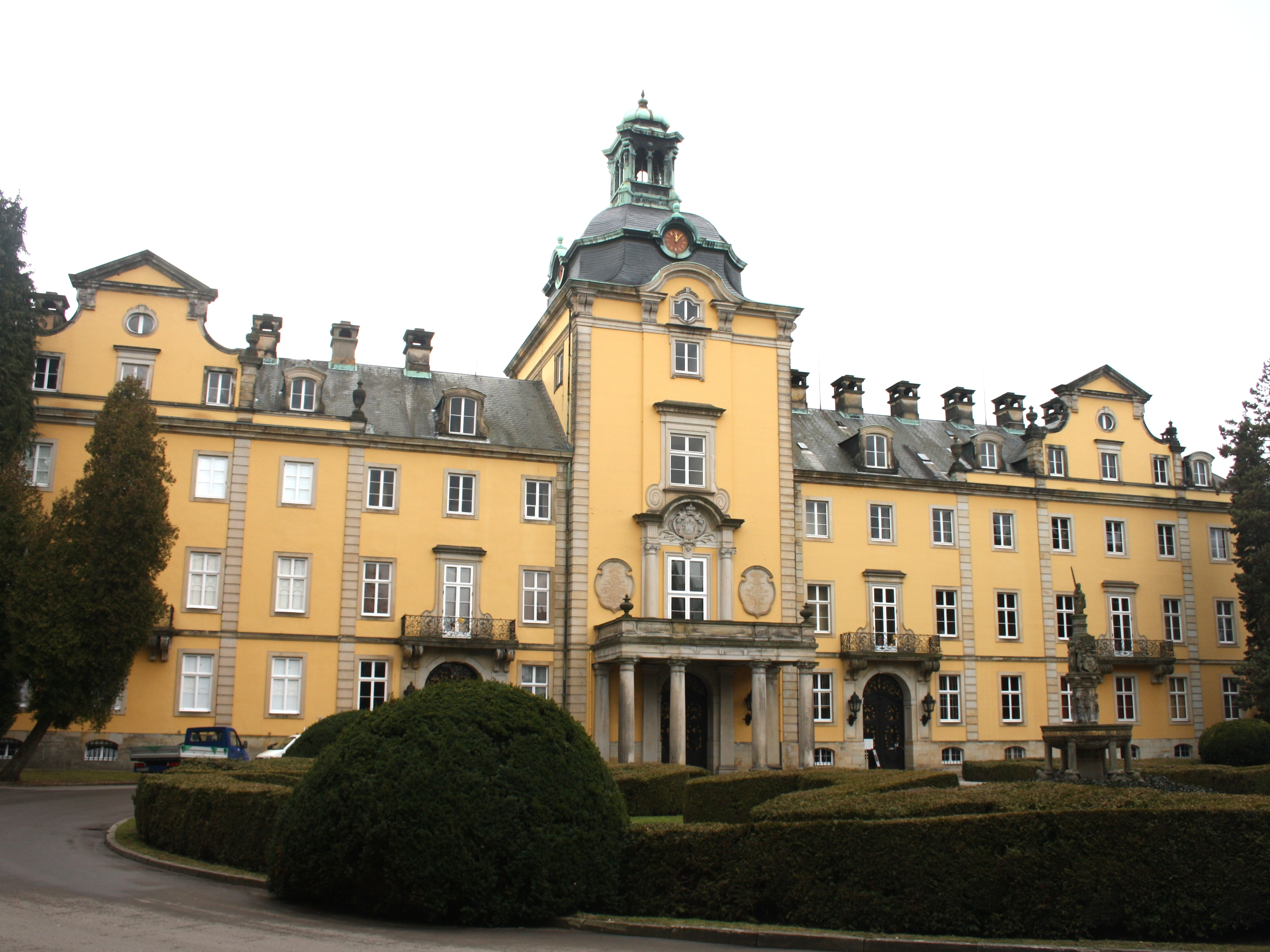
Slot Bückeburg
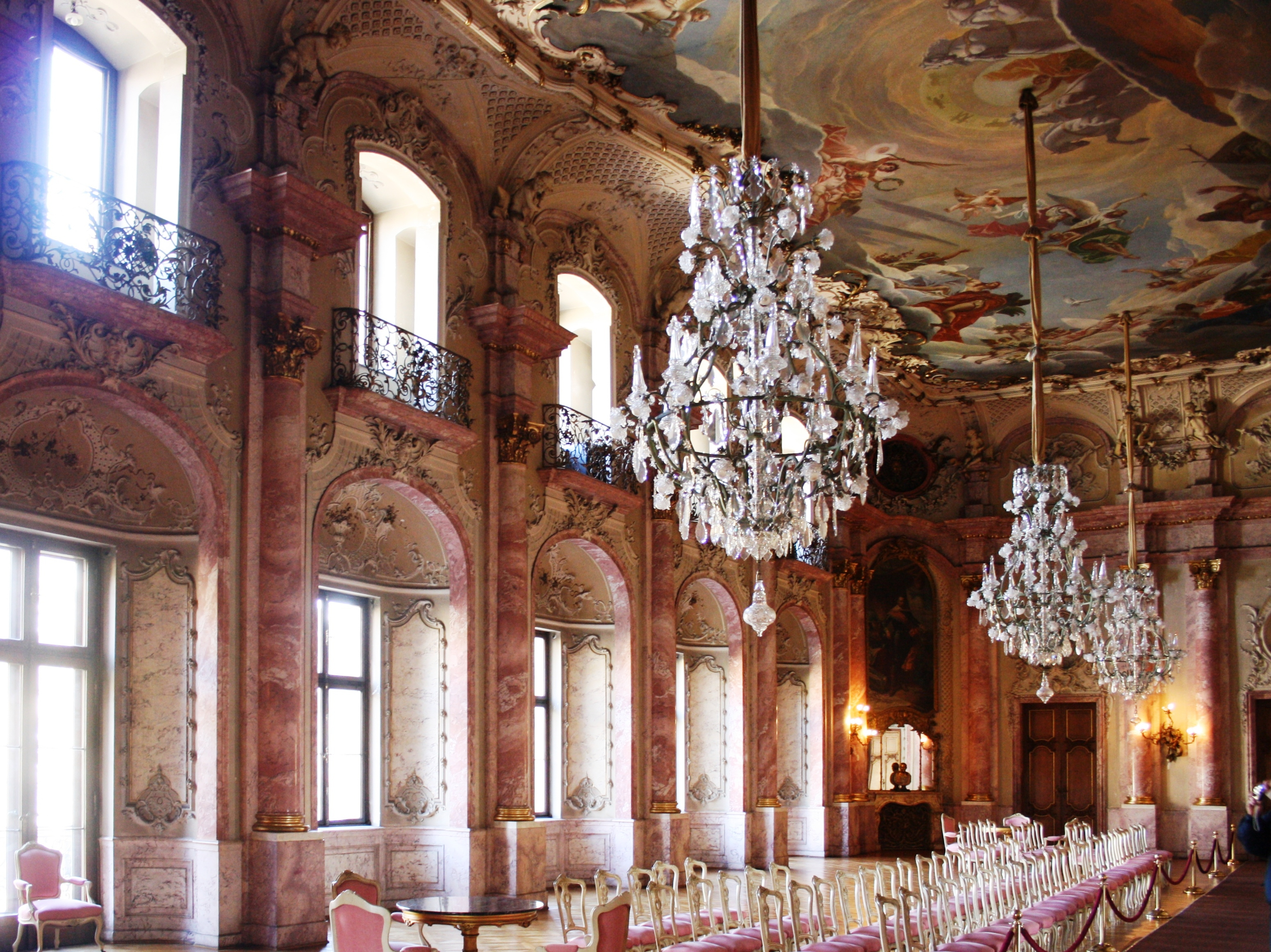
De slotzaal van Bückeburg
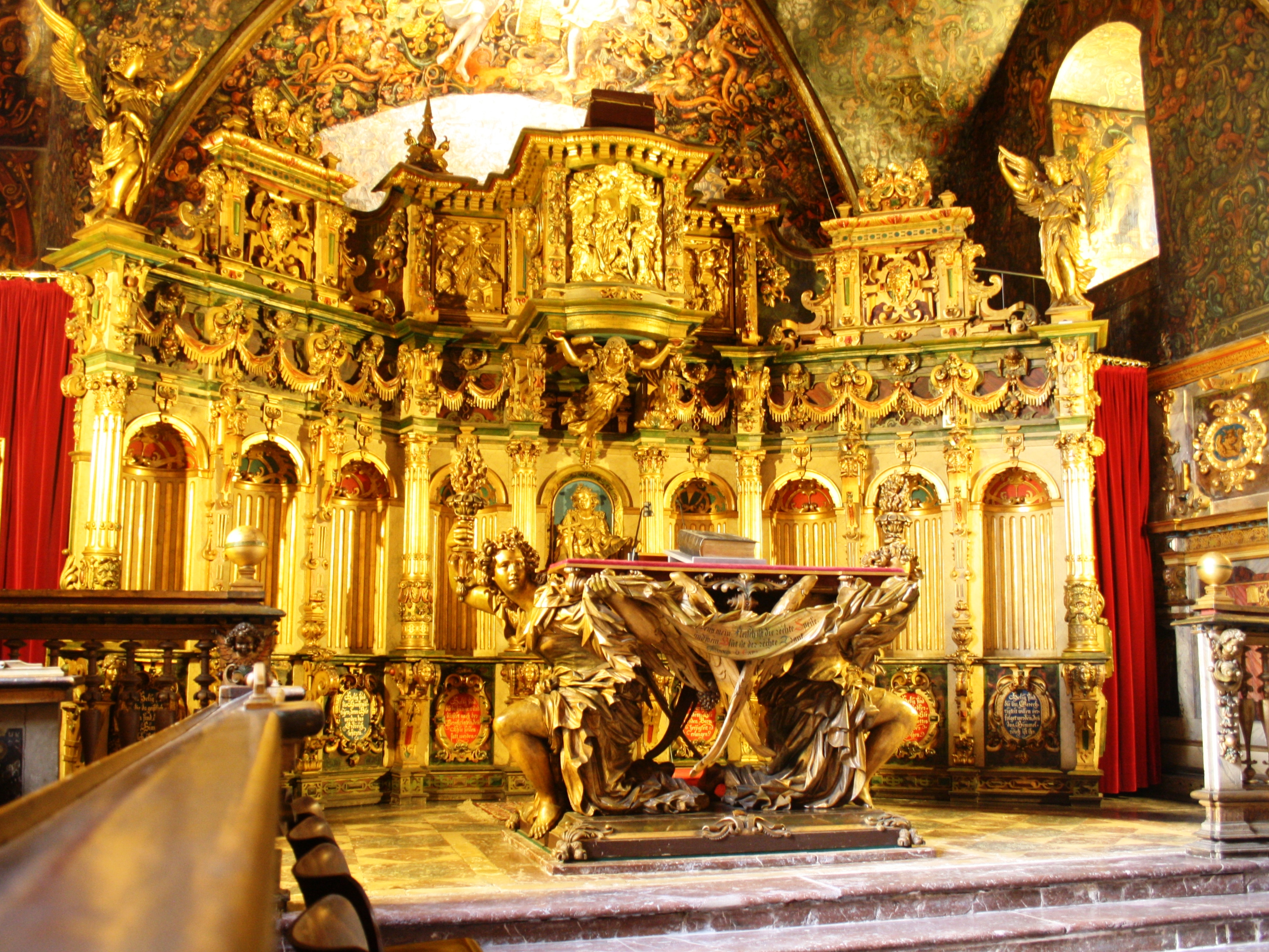
Slotkapel van Bückeburg
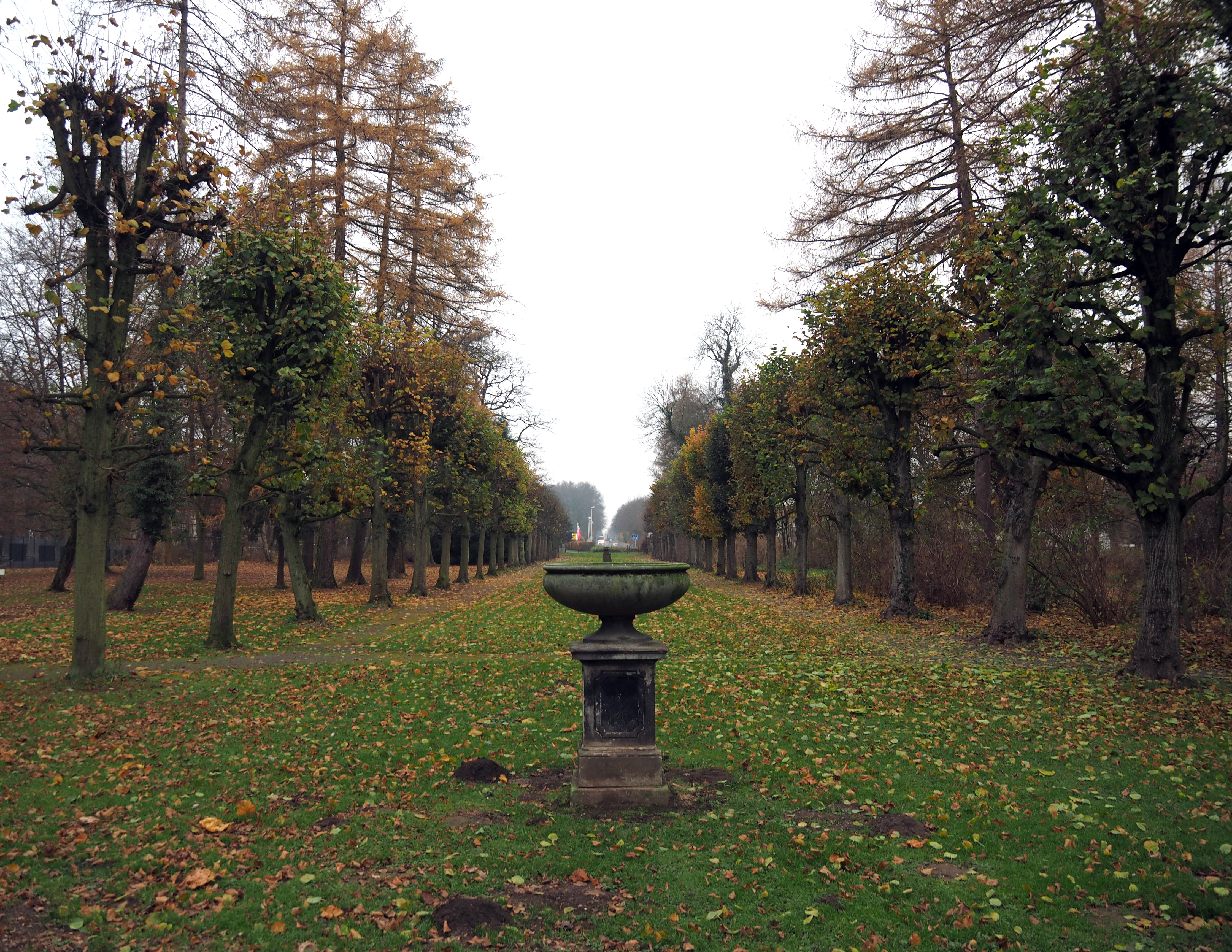
Allee in het slotpark van Bückeburg